# القوارشة

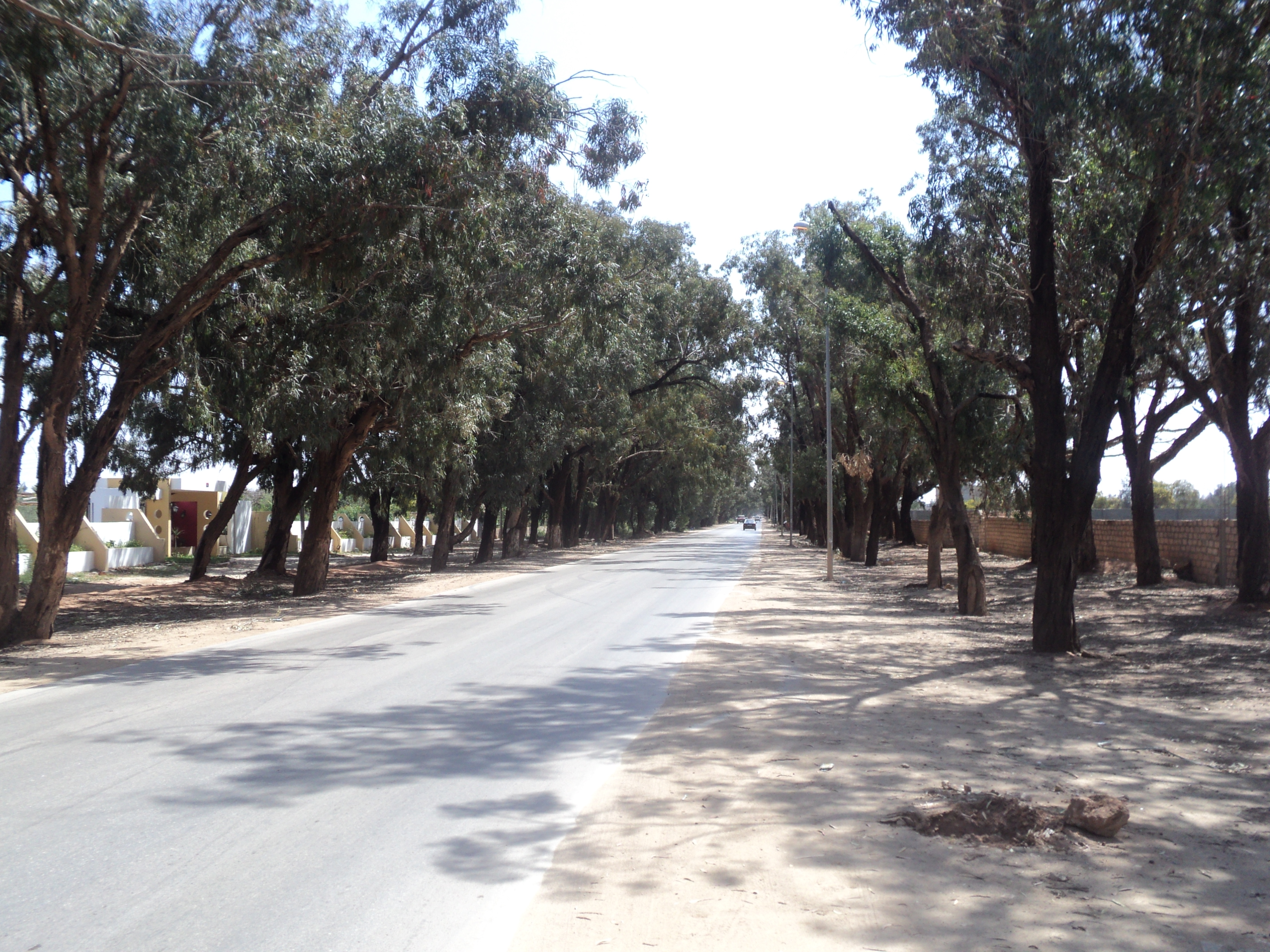
أحد مداخل القوارشة "شارع الشجر"

القوارشة، حي زراعي ذو تربة خصبة يقع على بعد 14 كم غرب بنغازي. وقد يعود سبب تسميته بهذا الاسم إلى عائلة قديمة تمتلك فيه أراضي[بحاجة لمصدر] ويوجد به مصنع الأنابيب ومؤسسات تعليمية عليا وكثير من المزارع.
افتتح حاليا أول محطة تكرير المياه ومعالجة مياه المجاري والصرف الصحي في ليبيا بهذه المنطقة.